# Jacek Barzycki
Jacek Barzycki (ur. 27 sierpnia 1966 w Koszalinie) – polski muzyk rockowy, wokalista, gitarzysta, poeta, kompozytor, autor tekstów, aranżer, producent muzyczny. Od początku swojej działalności związany z koszalińską sceną muzyczną. Członek wielu zespołów, laureat nagród, instruktor muzyczny, juror. Najbardziej znany jako założyciel, wokalista i gitarzysta zespołu Gdzie Cikwiaty, którego liderem był przez ponad 20 lat. Jego kompozycje i teksty wypełniły cztery albumy zespołu: wydany w 1994 roku „Gdzie Cikwiaty”, w 1999 roku „Blisko” oraz dwa albumy rocznicowe w 2001 roku „10th” i w roku 2011 „The Best of Gdzie Cikwiaty - 20”.

## Życiorys i działalność artystyczna
Urodził się 27 sierpnia 1966 roku w Koszalinie, jako młodsze dziecko Zdzisława i Teresy Barzyckich. Jego matka była szanowaną nauczycielką języka polskiego. W roku 1980 został absolwentem Państwowej Szkoły Muzycznej I stopnia im. Grażyny Bacewicz w Koszalinie, w klasie fortepianu profesor Jadwigi Kurkiewicz (matki Sławomira Kurkiewicza, kontrabasisty jazzowego, związanego m.in. z Marcin Wasilewski Trio). W 1985 roku zdał maturę, kończąc klasę o profilu humanistycznym w II Liceum Ogólnokształcącym im. Władysława Broniewskiego w Koszalinie. Studiował kulturoznawstwo na Wydziale Nauk Społecznych Uniwersytetu Adama Mickiewicza w Poznaniu, gdzie 29 czerwca 1992 obronił pracę magisterską pod tytułem „Problem statusu muzyki rockowej w kulturze”.
Od początku lat 80. związany z koszalińskim środowiskiem muzycznym. Pierwszy koncert w życiu zagrał z zespołem Wyjście Bezpieczeństwa w II LO im. Władysława Broniewskiego, na korytarzu, koło sali od geografii, z okazji pierwszego dnia wiosny w 1983. Z tą samą formacją osiągał też pierwsze sukcesy: trzecie miejsce na Przeglądzie „Generacja” w Koszalinie w 1983 roku i pierwsze miejsce na Konfrontacjach Kulturalnych Młodzieży Szkolnej w Koszalinie w 1984, za które nagrodą była sesja nagraniowa w Radiu Koszalin, pod okiem realizatora Takisa Grancarisa.
W latach 1985–1993 pełnił funkcję instruktora amatorskiego ruchu muzycznego w rozmaitych instytucjach w Koszalinie, m.in. w Miejskim Ośrodku Kultury czy Klubie „Na Skarpie”. Jednym z jego ówczesnych podopiecznych był Adam Sztaba.
W tym okresie był związany z wieloma zespołami i projektami muzycznymi, takimi jak założona jeszcze w 1984 Aleja Potępienia, Majonez Company czy Dzikie Węże. W kwietniu 1991 roku, razem z zespołem The Pillows Jarosława "Yaro" Płocicy, który wygrał pierwszą edycję festiwalu Antena Polska Le Printemps de Bourges, odbył swój pierwszy zagraniczny wyjazd do Francji.
Od roku 1991, jako członek i pracownik Stowarzyszenia Teatr Propozycji "Dialog", był zaangażowany we wszystkie działania artystyczne tej instytucji, takie jak spektakle czy festiwale teatralne, koncerty jazzowe i rockowe oraz festiwal Antena Polska Le Printemps de Bourges. W latach 1993–1998 razem z Wiesławą Barzycką i przyjaciółmi z koszalińskiego środowiska muzycznego współtworzyli Music Pub, który będąc integralną częścią STP "Dialog" zasłynął jako kolebka rockowego grania i legendarne miejsce na koncertowej mapie Polski lat 90. Na deskach Music Pubu gościli rockowi artyści z Polski i zagranicy.
Na przełomie maja i czerwca 1991 założył zespół Gdzie Cikwiaty, z którym występował m.in. na ogólnopolskich festiwalach takich jak Festiwal Muzyków Rockowych w Jarocinie '91 i '93, Marlboro Rock-In '93, Antena Polska Le Printemps de Bourges '94, Odjazdy '95, Sopot Rock Festiwal '94 i '95. Wystąpił również kilkakrotnie w Niemczech podczas festiwali: Waldheim Open Air '92, '93 i '94 oraz Rock Stade w Neubrandenburgu. Prawdziwym przełomem w działalności Gdzie Cikwiatów było zwycięstwo w konkursie Marlboro Rock-In '94 i pokonanie w czterostopniowych eliminacjach blisko 600 zespołów z całej Polski, a także związane z nim nagrody – kontrakt płytowy ufundowany przez wytwórnię PolyGram Polska oraz trasa koncertowa, którą zespół odbył u boku Proletaryatu. Utwory z debiutanckiego albumu pt. Gdzie Cikwiaty, takie, jak „Ciała Astralne”, „Lewituję”, „Błazen – wyciskacz łez”, „Pragnę właśnie jej”, zagościły na antenie radiowej, a zespół rozpoczął intensywną działalność koncertową zdobywając sympatię fanów w całej Polsce i opinię bardzo dobrego zespołu koncertowego.
13 czerwca 1995 otrzymał nagrodę Prezydenta Miasta Koszalina za aktywną pracę na rzecz upowszechniania kultury.
W maju 1998 roku zespół zrealizował swój drugi album pt. „Blisko”, którego producentem muzycznym był Tomasz Bonarowski. Płyta ukazała się nakładem wytwórni Koch International Poland na początku 1999 r., a poprzedzał ją singiel i teledysk do piosenki pt: „Blisko nam do siebie”, która gościła na wielu listach przebojów – najdłużej, bo 40 tygodni w radiu 3ZZZ w Melbourne, w Australii, gdzie w kwietniu i maju 1999 była na pierwszym miejscu. W lipcu 1999 roku zespół Gdzie Cikwiaty wystąpił na Festiwalu Arezzo Wave we Włoszech. Z okazji 10. urodzin zespołu w 2001 roku został wydany, w limitowanej jubileuszowej edycji, trzeci album pt. „10th”.
W 2004 roku zdiagnozowano u niego Stwardnienie Rozsiane. Początkowo nie wpłynęło to na jego działalność artystyczną, ale z czasem zmusiło do ograniczenia koncertowania na rzecz tworzenia w domowym studiu. W 2005 roku dzięki nowemu solowemu materiałowi przeszedł eliminacje i zaproszono go do udziału w festiwalu Union of Rock w Węgorzewie, gdzie wystąpił pod szyldem Barzycki.pl. W latach 2005–2009 powstały trzy teledyski do utworów „Kiedy Nadzieja Przychodzi” (2005), „Kaczeńce dla Ciebie” (2006) i „Gorąca Linia Między Nami” (2009) – za ten ostatni otrzymał wyróżnienie na VI Europejskim Festiwalu Filmowym Integracja Ty i Ja w Koszalinie w 2009.
W 2010, z okazji 20-lecia powstania, na krótko reaktywowano grupę Gdzie Cikwiaty w nowym, odmłodzonym składzie. Z tej okazji 24 września 2011 odbył się jubileuszowy koncert w Teatrze Variete „Muza” i powstało limitowane wydawnictwo "The Best of Gdzie Cikwiaty – 20", będące kompilacją najbardziej znanych utworów zespołu wzbogacone o jedną, premierową piosenkę „To może się udać”.
22 marca 2012, z okazji 20-lecia pracy artystycznej, otrzymał Nagrodę Prezydenta Miasta Koszalina.

## Życie prywatne
14 maja 1988 roku poślubił Wiesławę Barzycką (z d. Olszyńską), mają córkę Katarzynę (ur. 1988).